# Senador Elói de Souza
Senador Elói de Souza es un municipio brasilero del estado del Rio Grande do Norte. 
Está localizado en la región del Agreste potiguar. De acuerdo con el censo realizado por el IBGE (Instituto Brasilero de Geografía y Estadística) en el año 2000, su población es de 5.028 habitantes. Área territorial de 163 km².